# COROT-15b
CoRoT-15b es una enana marrón descubierto por la misión CoRoT que pertenece al sistema de la estrella CoRoT-15.